# مدرسه علوم دینی سنت پل
مدرسه علوم دینی سنت پل یک مدرسه علوم دینی بزرگ واقع در اسقف نشینی کاتولیک رومی سنت پل و مینیاپولیس است. این مدرسه علوم دینی مردان را برای کشیش شدن آماده می‌کند و مردان و زنان غیر روحانی را در زمینه الهیات کاتولیک آموزش می‌دهد.

## تاریخچه
جان ایرلند، اولین اسقف اعظم سنت پل، می‌خواست یک مدرسه علوم دینی بسازد تا کشیشان را برای جمعیت رو به رشد مهاجر کاتولیک در غرب فراهم کند. جیمز جی هیل رئیس راه‌آهن بزرگ شمال، جان ایرلند را در این کار کمک می‌کرد. هیل یک پروتستان بود، اما همسرش مری هیل یک کاتولیک معتقد بود. جیمز به خاطر مری، ۵۰۰۰۰۰ دلار برای ایجاد مدرسه علوم دینی سنت پل اهدا کرد.
خوابگاه (تالارهای لوراس، کرتین و گریس) مدرسه علوم دینی سنت پل در سال ۱۹۸۶ به عنوان یک منطقه تاریخی نامزد ثبت ملی مکان‌های تاریخی شد، اما این موضوع هرگز نهایی نشد.
در ۱ ژانویه ۲۰۱۹، کشیش جوزف تافرن به عنوان رئیس مدرسه علوم دینی سنت پل انتخاب شد.